# Paul Collet (réalisateur)
Pour les articles homonymes, voir Paul Collet et Collet.
Paul Collet est un réalisateur et scénariste belge.

## Biographie
Dès la fin de ses études au Rits, Paul Collet travaille avec Pierre Drouot de 1966 à 1975. Ils réalisent ensemble quatre longs métrages.

## Filmographie
Court métrage
- 1966 : De doorbraak

Longs métrages
- 1967 : Cash ? Cash ! (coréalisateur : Pierre Drouot)
- 1969 : L'Étreinte (coréalisateur : Pierre Drouot)
- 1972 : Louisa, un mot d'amour (coréalisateur : Pierre Drouot)
- 1976 : Mort d'une nonne (coréalisateur : Pierre Drouot)
- 1982 : Het beest
- 1993 : Close